# Jhenam
Jhenam (en népalais : झेनाम) est un comité de développement villageois du Népal situé dans le district de Rolpa. Au recensement de 2011, il comptait 5 516 habitants.